# Gare de Hachinohe
La gare de Hachinohe (八戸駅, Hachinohe-eki) est une gare ferroviaire de la ville de Hachinohe, dans la préfecture d'Aomori au Japon. Elle est gérée conjointement par les compagnies JR East et Aoimori Railway.

## Situation ferroviaire
La gare est située au point kilométrique (PK) 593,1 de la ligne Shinkansen Tōhoku et au PK 25,9 de la ligne Aoimori Railway. Elle marque le début de la ligne Hachinohe.

## Histoire
La gare a été inaugurée le 1er septembre 1891 sous le nom de gare de Shiriuchi (尻内駅). Elle reçoit son nom actuel en 1971. La gare est desservie depuis le 12 décembre 2002 par la ligne Shinkansen Tōhoku.

## Service des voyageurs

### Accueil
La gare dispose d'un bâtiment voyageurs, avec guichets, ouvert tous les jours.

### Desserte
- Ligne Hachinohe :
  - voies 1 et 2 : direction Kuji
- Ligne Aoimori Railway :

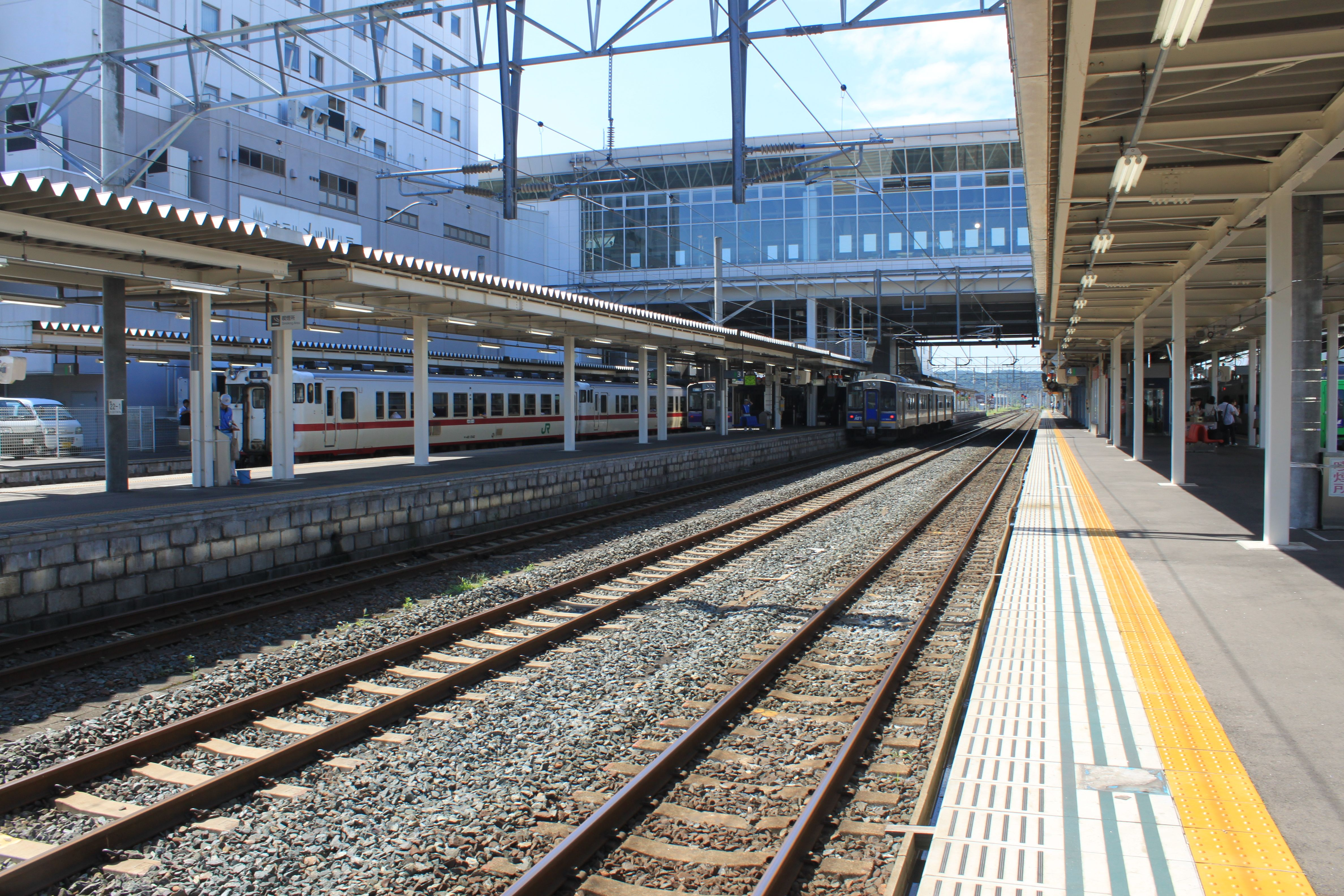
Vue des quais

  - voies 2 à 5 : direction Aomori ou Morioka
- Ligne Shinkansen Tōhoku :
  - voies 11 et 12 : direction Morioka et Tokyo
  - voies 13 et 14 : direction Shin-Aomori (interconnexion avec la ligne Shinkansen Hokkaidō pour Shin-Hakodate-Hokuto)